# 1774 w literaturze
Wydarzenia literackie w 1774 roku.

## nowe książki

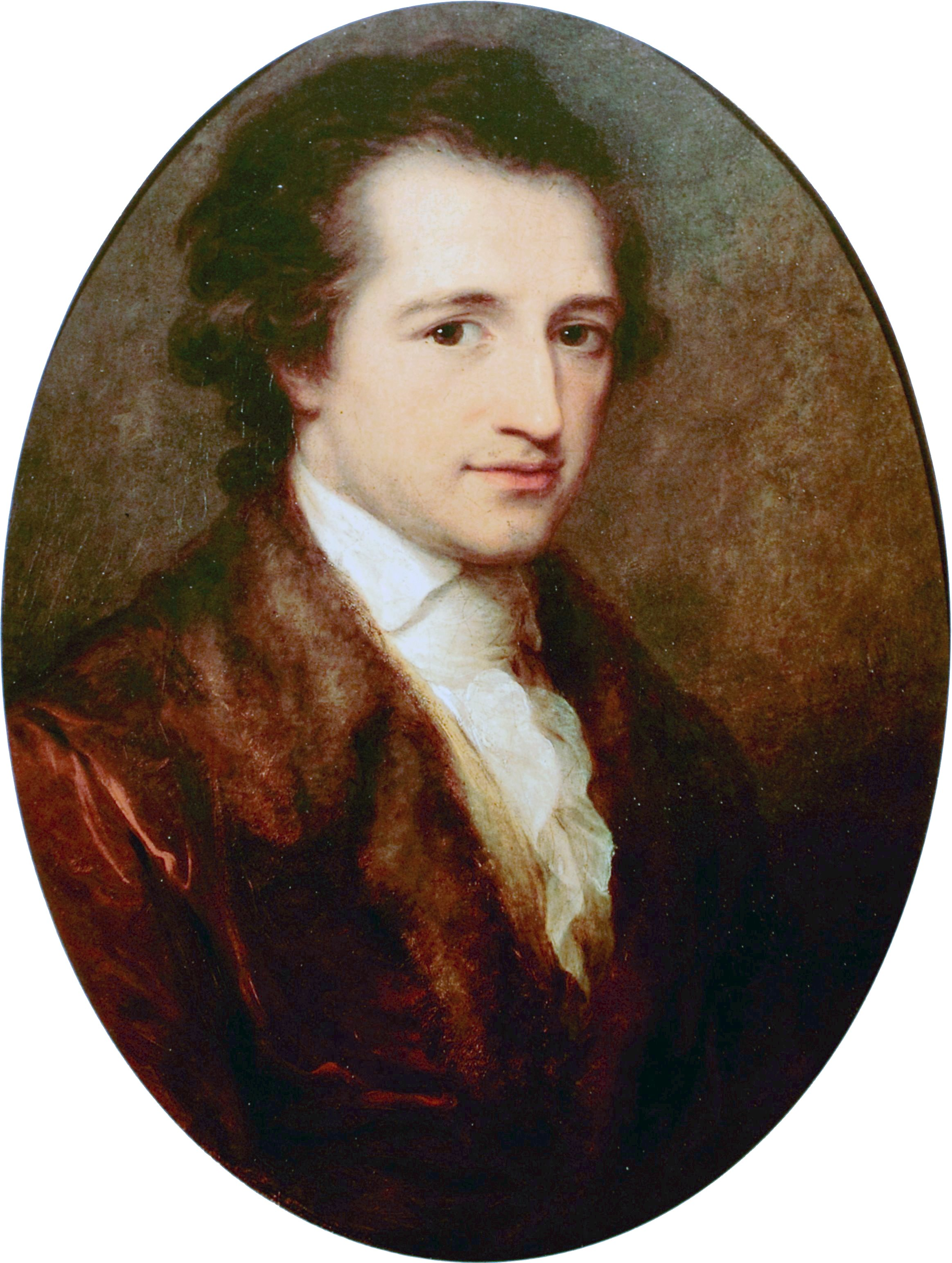
Johann Wolfgang von Goethe

- Johann Wolfgang von Goethe Cierpienia młodego Wertera